# 능동방호체계
능동방호체계(영어: active protection system)은 전차의 생존성 향상을 위해 전차를 노리는 적군의 대전차미사일과 대전차로켓같은 위협체를 무력화시키기 위한 시스템이다.

## 기본 개념
능동방호체계는 소프트킬과 하드킬 방식이 존재한다. 소프트킬 방식의 능동방호체계는 주력전차를 향해 날아오는 대전차미사일이나 대전차로켓같은 위협 요소를 감지하여 전차에 도달하기 전에 위협체의 유도시스템을 교란하거나 무력화하는 방식이며, 하드킬 능동방호체계는 날아오는 위협체를 직접 요격하여 파괴한다.

## 출현 배경
전차는 기본적으로 자체 장갑을 이용하여 방어를 한다. 제2차 세계 대전 이후 전차의 장갑 두께는 계속 두꺼워졌고, 초밤장갑, 반응장갑, 공간장갑 등 전차 자체 및 전차 차체 외벽에 착탈식으로 설치 가능한 방식의 장갑을 계속 개발하여 실전에 적용시켜왔다. 그러나 21세기에 들어 이러한 장갑들은 한계를 드러냈다. 장갑 두께가 계속 무거워지는 반면에 대전차미사일 체계의 관통력은 장갑을 상회하기에 이르렀고 무게의 증가로 인한 전차 기동력 감소 또한 심각한 수준이 되었다. 미국의 M1 에이브럼스 전차같은 경우 거의 70t에 달하는 무게를 자랑한다. 이러한 중량 증가는 항속거리의 감소, 전투시 기동력 저하 현상 등 여러 문제를 일으켜왔다. 특히 시가전같이 협소하고 장애물이 많은 지역에서 전차는 적 전차, 대전차미사일을 갖춘 보병의 매복 공격에 상당한 취약점을 드러내기에 이르렀다.
이러한 위험이 가장 크게 본격적으로 대두되었던 것이 러시아-체첸 전쟁 당시 체첸 공화국의 수도 그로즈니에서 벌어진 시가전이었다. 이 전투에서 러시아군은 자국제 대전차 로켓인 RPG-7로 무장한 체첸반군의 매복 공격에 1개 전차 여단이 전멸하는 사태를 겪었던 것이다. 이에 자극받은 러시아가 처음으로 능동방호체계 개발에 나서 아레나 능동방호체계을 개발하였고, 1980년대 이후 거의 대부분의 전투를 시가전으로 치르고 있는 이스라엘도 이에 자극받아 트로피 능동방호체계을 개발하였다. 
또 냉전 종식 후 더 이상 대평원에서 전차전 가능성이 사라진 반면, 국지분쟁에서 평화유지활동에 투입될 가능성이 높아진 유럽의 다른 국가들도 전차 생존성 향상이 가능한 이 시스템 개발에 나서게 되었다. 이라크 주둔 미군도 러시아가 체첸에서 겪었던 것과 유사한 상황을 겪게 됨에 따라 이 시스템에 관심을 기울이고 있으며, 대한민국의 주력전차인 K2 흑표를 위해 독자개발된 하드킬 능동방호체계인 KAPS (Korean Active Protection System)가 있다.

## 연구 개발 현황
능동방어시스템은 이론상 지뢰를 제외한 모든 위협에 대응 가능하나, 2024년 현재 가장 현실적으로 (그리고 이 시스템의 출현 배경이 된) 대전차미사일 및 대전차로켓을 저지하는 수준에 머루르고 있다.

### 현재 개발된 능동방어시스템
다음은 현재 개발되었거나 개발 중인 능동방어시스템이다.
- 독일 - AWISS 능동방호체계
- 러시아 - 아레나 능동방호체계
- 러시아 - 아프가닛 능동방호체계
- 소련 - 드로즈드 능동방호체계
- 미국 - 퀵킬 능동방호체계
- 이스라엘 - 트로피 능동방호체계, 아이언 피스트 능동방호체계
- 대한민국 ―한국형 능동방호체계 (Korean Active Protection System)

## 같이 보기
- 탄도탄 요격 미사일
- CIWS
- 전략방위구상